# Domenico Spoleti
Domenico Spoleti (Bagnara Calabra, 22 ottobre 1893 – 28 maggio 1962) è stato un politico italiano.
Parlamentare della I legislatura della Repubblica Italiana, eletto alla Camera dei deputati dopo le elezioni politiche del 1948. Fu sindaco di Reggio Calabria dal 29 luglio 1956 (succedendo a Giuseppe Romeo) sino all'8 gennaio 1958.